# David Eccles, 1. Viscount Eccles
David McAdam Eccles, 1. Viscount Eccles KCVO CH PC (* 18. September 1904 in London; † 24. Februar 1999) war ein britischer Politiker der Conservative Party.

## Leben
Eccles studierte nach dem Besuch des Winchester College am New College der University of Oxford und war anschließend bei der Central Mining Corporation in London und Johannesburg beschäftigt. Während des Zweiten Weltkrieges war er zunächst im Ministerium für Kriegswirtschaft tätig, ehe er nach einer Verwendung von 1940 bis 1942 als Wirtschaftsberater der Botschaften in Lissabon und Madrid schließlich von 1942 bis 1943 Mitarbeiter im Produktionsministerium war.
Er wurde als Kandidat der Conservative Party bei einer Nachwahl im Wahlkreis Chippenham am 24. August 1943 als Nachfolger des verstorbenen Wahlkreisinhabers Victor Cazalet erstmals zum Abgeordneten in das House of Commons gewählt und gehörte diesem bis zu seinem Ausscheiden aus dem Unterhaus am 1. August 1962 an.
Nach dem Wahlsieg der Konservativen bei den Unterhauswahlen vom 25. Oktober 1951 wurde er von Premierminister Winston Churchill zum Minister für Arbeiten in dessen Kabinett berufen. Während dieser Tätigkeit war er unter anderem auch für die Herrichtung öffentlicher Bauwerke anlässlich der Krönung von Königin Elisabeth II. zuständig. In diesem Zusammenhang ließ er unter anderem auch öffentliche Bedürfnisanstalten im Londoner Hyde Park und anderen öffentlichen Plätzen errichten, die daraufhin im Volksmund „Eccles“ genannt wurden. 1953 wurde er als Knight Commander des Royal Victorian Order in den Ritterstand erhoben und führte fortan den Namenszusatz „Sir“.
Nach einer Kabinettsumbildung wurde er 1954 Bildungsminister und behielt diese Funktion auch im Kabinett von Churchills Nachfolger Anthony Eden bis 1957. In der darauf folgenden Regierung von Premierminister Harold Macmillan war er zunächst zwischen 1957 und 1959 als Präsident des Board of Trade Handelsminister und als solcher unter anderem verantwortlich für das Distribution of Industry Act 1958. Danach war Eccles erneut von 1959 bis 1962 Bildungsminister.
Nach seinem Ausscheiden aus dem Unterhaus wurde er 1962 als 1. Baron Eccles, of Chute in the County of Wiltshire, in den Adelsstand erhoben und gehörte damit bis zu seinem Tode dem House of Lords als Mitglied an. 1964 wurde er zum 1. Viscount Eccles, of Chute in the County of Wiltshire, berufen.
Nachdem die Conservative Party die Unterhauswahlen vom 18. Juni 1970 gewonnen hatten und unter Premierminister Edward Heath wieder die Regierung bilden konnte, wurde Eccles von diesem zum Generalzahlmeister (Paymaster General) und Minister für die Künste ernannt und behielt dieses Kabinettsamt bis 1973. Als Kunstminister kam es zum Teil zu heftigen Auseinandersetzungen mit dem Vorsitzenden des Britischen Kunstrates (Arts Council of Great Britain) Baron Goodman über unterschiedliche Ansichten zur Förderung kontrovers diskutierter Bühnenwerke und Ausstellungen. Zum anderen kam es während seiner Amtszeit zur Einführung zwingender Eintrittspreise für Museen und Kunstgalerien. Im Anschluss war er zwischen 1973 und 1978 Vorsitzender des Ausschusses der British Library (British Library Board) sowie von 1974 bis 1978 Präsident des Weltrates für Kunsthandwerk (World Crafts Council).
Eccles war in zweiter Ehe mit der bekannten Buchsammlerin Mary Eccles, Viscountess Eccles verheiratet. Der Titel des Viscount Eccles fiel nach seinem Tod an seinen Sohn John.

## Veröffentlichungen
- Half-way to faith, London 1966
- About property owning democracy: some facts and ideas for discussion groups, London 1948
- Life and politics: a moral diagnosis, London 1967
- On collecting, London 1968
- Politics and the quality of life, London 1970, ISBN 0-85070-467-7